# 戴维·比伊克-科普利
戴维·比伊克-科普利（英語：David Bewicke-Copley，1997年9月21日—），英国男子赛艇运动员。他曾代表英国参加捷克拉奇采举行的2022年世界赛艇锦标赛，获得男子八人单桨有舵手金牌。